# 10-та паралель південної широти
10-та паралель південної широти — лінія широти, що лежить на 10 градусів південніше земної екваторіальної площини. Вона проходить через Атлантичний океан, Африку, Індійський океан, Австралазію, Тихий океан та Південну Америку.
Через паралель проходить частина кордону між Бразилією та Перу.

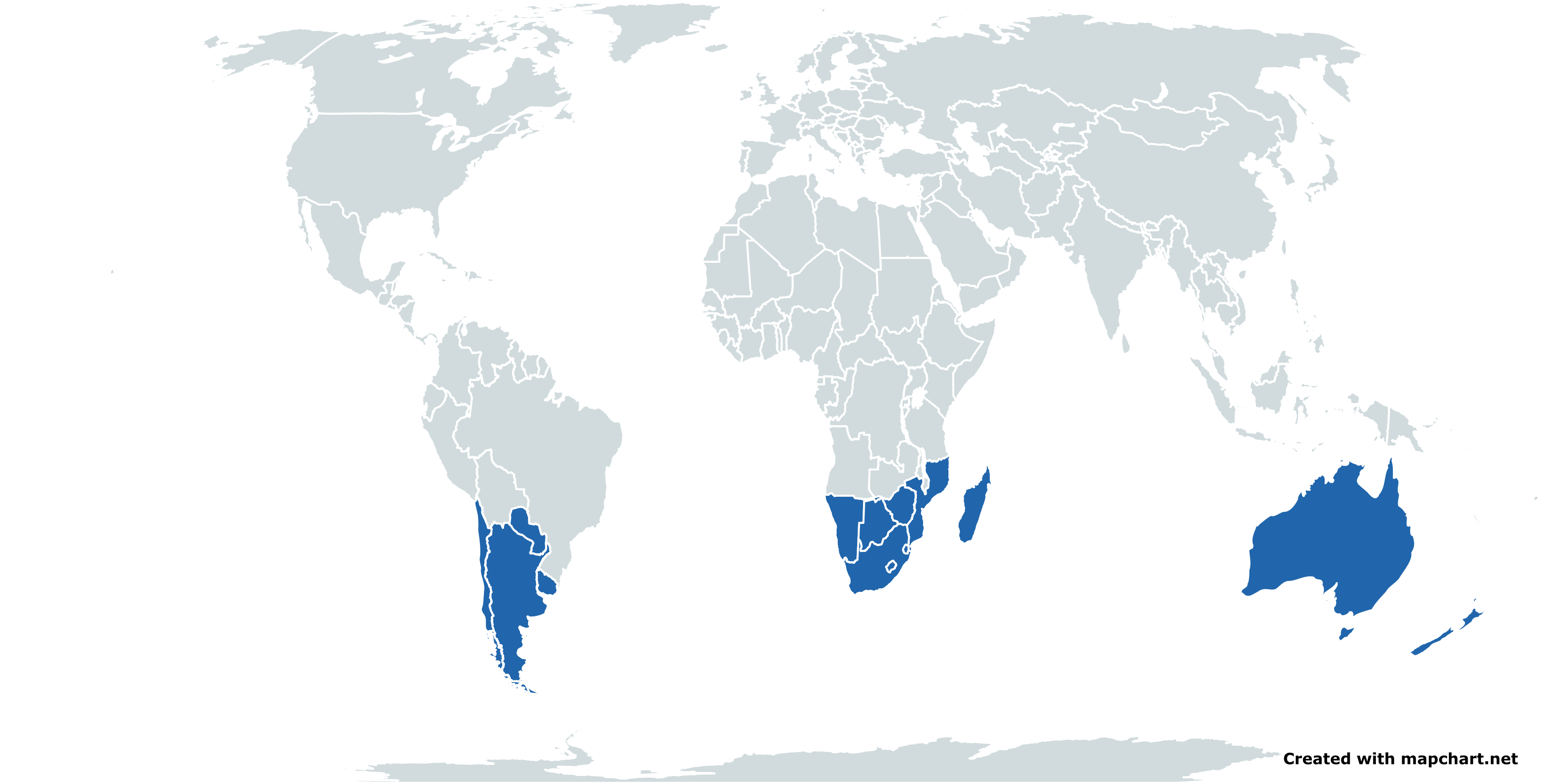
Країни, що повністю лежать на підень від 10-тої паралелі південної широти

## Список географічних об'єктів, що перетинає 10° пд. ш.
Починаючи з Гринвіцького меридіану та рухаючись на схід, 10-та паралель південної широти проходить через:
| Координати                                                   | Країна, територія або море             | Примітки |
| ------------------------------------------------------------ | -------------------------------------- | --- |
| 10°0′ пд. ш. 0°0′ сх. д. / 10.000° пд. ш. 0.000° сх. д.      | Атлантичний океан                      | |
| 10°0′ пд. ш. 13°20′ сх. д. / 10.000° пд. ш. 13.333° сх. д.   | Ангола                                 | |
| 10°0′ пд. ш. 22°12′ сх. д. / 10.000° пд. ш. 22.200° сх. д.   | ДР Конго                               | |
| 10°0′ пд. ш. 28°38′ сх. д. / 10.000° пд. ш. 28.633° сх. д.   | Замбія                                 | |
| 10°0′ пд. ш. 33°20′ сх. д. / 10.000° пд. ш. 33.333° сх. д.   | Малаві                                 | |
| 10°0′ пд. ш. 33°57′ сх. д. / 10.000° пд. ш. 33.950° сх. д.   | Озеро Ньяса                            | |
| 10°0′ пд. ш. 34°31′ сх. д. / 10.000° пд. ш. 34.517° сх. д.   | Танзанія                               | |
| 10°0′ пд. ш. 39°49′ сх. д. / 10.000° пд. ш. 39.817° сх. д.   | Індійський океан                       | Проходить між островами Альдабра[en], Сейшельські Острови Прроходить північніше атолу Фаркуар[en], Сейшельські Острови Проходить північніше островів Агалега, Маврикій                                                                                  |
| 10°0′ пд. ш. 119°57′ сх. д. / 10.000° пд. ш. 119.950° сх. д. | Індонезія                              | Проходить через острів Сумба |
| 10°0′ пд. ш. 120°49′ сх. д. / 10.000° пд. ш. 120.817° сх. д. | Море Саву                              | |
| 10°0′ пд. ш. 123°34′ сх. д. / 10.000° пд. ш. 123.567° сх. д. | Індонезія                              | Проходить через острів Тимор |
| 10°0′ пд. ш. 124°34′ сх. д. / 10.000° пд. ш. 124.567° сх. д. | Тиморське море                         | |
| 10°0′ пд. ш. 131°19′ сх. д. / 10.000° пд. ш. 131.317° сх. д. | Арафурське море                        | |
| 10°0′ пд. ш. 141°39′ сх. д. / 10.000° пд. ш. 141.650° сх. д. | Коралове море                          | Проходить через острови Торресової протоки, Австралія |
| 10°0′ пд. ш. 147°40′ сх. д. / 10.000° пд. ш. 147.667° сх. д. | Папуа Нова Гвінея                      | Проходить через Нову Гвінею |
| 10°0′ пд. ш. 149°51′ сх. д. / 10.000° пд. ш. 149.850° сх. д. | Соломонове море                        | |
| 10°0′ пд. ш. 150°54′ сх. д. / 10.000° пд. ш. 150.900° сх. д. | Папуа Нова Гвінея                      | Проходить через острів Норманбі |
| 10°0′ пд. ш. 151°17′ сх. д. / 10.000° пд. ш. 151.283° сх. д. | Соломонове море                        | Пролходить південніше острова Гуадалканал, Соломонові Острови |
| 10°0′ пд. ш. 161°20′ сх. д. / 10.000° пд. ш. 161.333° сх. д. | Тихий океан                            | Проходить між островами Південна Малаїта[en] та Макіра, Соломонові Острови Проходить південніше острова Улава[en], Соломонові Острови Проходить між островами Дафф[en] та Риф, Соломонові Острови Проходить між атолами Нукулаелае та Ніулакіта, Тувалу |
| 10°0′ пд. ш. 161°5′ зх. д. / 10.000° пд. ш. 161.083° зх. д.  | Острови Кука                           | Проходить через атол Ракаханга[en] |
| 10°0′ пд. ш. 161°4′ зх. д. / 10.000° пд. ш. 161.067° зх. д.  | Тихий океан                            | |
| 10°0′ пд. ш. 150°15′ зх. д. / 10.000° пд. ш. 150.250° зх. д. | Кірибаті                               | Проходить через острів Каролайн |
| 10°0′ пд. ш. 150°14′ зх. д. / 10.000° пд. ш. 150.233° зх. д. | Тихий океан                            | |
| 10°0′ пд. ш. 139°8′ зх. д. / 10.000° пд. ш. 139.133° зх. д.  | Французька Полінезія                   | Проходить через острів Тахуата[en] |
| 10°0′ пд. ш. 139°6′ зх. д. / 10.000° пд. ш. 139.100° зх. д.  | Тихий океан                            | |
| 10°0′ пд. ш. 138°50′ зх. д. / 10.000° пд. ш. 138.833° зх. д. | Французька Полінезія                   | Проходить через острів Мохотані[en] |
| 10°0′ пд. ш. 138°48′ зх. д. / 10.000° пд. ш. 138.800° зх. д. | Тихий океан                            | |
| 10°0′ пд. ш. 78°12′ зх. д. / 10.000° пд. ш. 78.200° зх. д.   | Перу                                   | |
| 10°0′ пд. ш. 72°10′ зх. д. / 10.000° пд. ш. 72.167° зх. д.   | Становить кордон між Бразилією та Перу | |
| 10°0′ пд. ш. 71°21′ зх. д. / 10.000° пд. ш. 71.350° зх. д.   | Перу                                   | |
| 10°0′ пд. ш. 70°37′ зх. д. / 10.000° пд. ш. 70.617° зх. д.   | Бразилія                               | Акрі |
| 10°0′ пд. ш. 66°45′ зх. д. / 10.000° пд. ш. 66.750° зх. д.   | Болівія                                | |
| 10°0′ пд. ш. 65°19′ зх. д. / 10.000° пд. ш. 65.317° зх. д.   | Бразилія                               | Рондонія Мату-Гросу Токантінс Мараньян Піауї Баїя Сержипі Алагоас |
| 10°0′ пд. ш. 36°0′ зх. д. / 10.000° пд. ш. 36.000° зх. д.    | Атлантичний океан                      | |